# قدیس (فیلم ۱۹۹۷)
قدیس (انگلیسی: The Saint) یک فیلم اکشن، ماجراجویی و عاشقانه آمریکایی محصول سال ۱۹۹۷ به کارگردانی فیلیپ نویس، نویسندگی جاناتان هنسلی و وسلی استریک با بازی وال کیلمر در نقش اصلی، به همراه الیزابت شو و راده شیربجیجا است. خلاصه داستان فیلم حول محور شخصیت اصلی است که یک دزد فناوری پیشرفته و استاد مبدل است که در حالی که از نام مقدسان مختلفی استفاده می‌کند، تبدیل به یک ضد قهرمان می‌شود. او به‌طور متناقضی در دنیای زیرزمینی دزدی صنعتی و جاسوسی بین‌المللی زندگی می‌کند. این فیلم با باکس آفیس جهانی ۱۶۹٫۴ میلیون دلار، اجاره ۲۸٫۲ میلیون دلار و فروش مستمر دی‌وی‌دی به موفقیت مالی رسید. همچنین این فیلم در رتبه ۲۸ از ۳۰۳ فیلم برای سال ۱۹۹۷ قرار گرفت.
این فیلم بر اساس شخصیت سایمون تمپلار است که توسط لزلی چارتریس در سال ۱۹۲۸ برای مجموعه‌ای از کتاب‌های منتشر شده با عنوان «قدیس» منتشر شد که تا سال ۱۹۸۳ ادامه داشت.

## بازیگران
- وال کیلمر در نقش سایمون تمپلار
- الیزابت شو در نقش دکتر اما راسل
- راده شربه‌جیا در نقش ایوان پطرویچ ترتیاک
- الون آرمسترانگ در نقش بازرس تیل
- مایکل بایرنه در نقش ورشاگین
- راجر مور در نقش گویندهٔ رادیو
- یوگنی لازارو در نقش رئیس‌جمهور کارپف
- ایرینا آپک سیمووا در نقش الکسا فرانکی فرانکوویچ
- لو پری گونو در نقش ژنرال لئو اسکرالو
- شارلوت کورنوول در نقش بازرس رابینو
- تامی فلاناگان در نقش مرد صورت زخمی
- اگور پازنکو در نقش مرد صورت خراش دار
- آدام اسمیت در نقش سایمون تمپلار نوجوان
- دیوید اشنایدر در نقش پیشخدمت بار
- ویلیام هوپ در نقش مقام وزارت امور خارجه
- ولیبور توپیچ

## داستان
فیلم با یک گذشته نمایی شروع می‌شود. زمانی که سایمون تمپلار نوجوان در یک یتیم خانهٔ متعلق به کلیسای کاتولیک زندگی می‌کند اما به علت قوانین سخت گیرانهٔ کلیسا، از یتیم خانه فرار می‌کند. بعد از آن، در زمان حال، سایمون جوان تبدیل به یک سارق اطلاعات فوق حرفه‌ای شده‌است. وی قصد دارد تا زمانی که ۵۰ میلیون دلار به دست نیاورده است به مزدوری ادامه دهد اما بعد از آن دیگر برای همیشه خلاف را کنار بگذارد. وی برای دزدیدن یک میکرو چیپ از یک میلیاردر روسی به اسم ترتیاک اجیر می‌شود و مأموریت خود را با موفقیت به پایان می‌رساند اما ترتیاک که از مهارت وی شگفت زده شده‌است وی را برای سرقت فرمول تولید نوعی انرژی به نام «فوزیون سرد» از یک خانم دکتر فیزیکدان جوان انگلیسی به نام اِما راسل اجیر می‌کند. اما سایمون و اِما وارد یک رابطهٔ عاطفی می‌شوند…

## بازخوردها
در راتن تومیتوز، این فیلم بر اساس ۴۶ نقد، ۳۰ درصد محبوبیت دارد. اجماع وب‌سایت‌ها می‌گوید: «قدیس به لطف وال کیلمر و الیزابت شو قابل تماشا است، اما فیلمنامه درهم‌آلود فیلم، باورپذیری را افزایش می‌دهد». در متاکریتیک، این فیلم بر اساس ۲۲ نقد، امتیاز ۵۵۰ از ۱۰۰ را به دست آورده‌است که نشان‌دهنده «نقدهای مختلط یا متوسط» است. تماشاگران مورد بررسی سینماسکور به فیلم نمره B+ در مقیاس A تا F دادند.